# Альтшуля тема
Те́ма Альтшуля — тема в шаховій композиції. Суть теми — вступним ходом білі зв'язують свою фігуру, але ще й проходить непряме (опосередковане) розв'язування чорної фігури, виникає загроза мату чорному королю. Розв'язана чорна фігура зв'язує білу фігуру, від якої виникла загроза мату, але й розв'язує білу фігуру, яка зв'язалася після вступного ходу і тепер на наступному ході ця біла фігура має можливість оголосити мат чорному королю.

## Історія
Цю ідею запропонували шахові композитори в першій половині ХХ століття.

Як зазначено вище, у визначенні теми, білі на першому ході зв'язують свою фігуру і непрямо розв'язують чорну, при цьому виникає загроза від іншої фігури. Непряме розв'язування фігури — це розв'язування фігури шляхом перекриття лінії зв'язувальної фігури ходом на цю лінію чорної або білої фігури. Так от, наступним ходом розв'язана чорна фігура усуває загрозу від білої фігури, зв'язавши її, але при цьому проходить розв'язування білої фігури, яка зв'язалася на першому ході і наступним ходом виникає мат.
Ідея дістала назву — тема Альтшуля.
|   | a | b | c | d | e | f | g | h |   |
| 8 | c8 білий слон · d8 чорний кінь · g8 чорна тура · a7 чорний слон · e7 білий кінь · f7 білий пішак · g6 білий ферзь · b5 чорний пішак · d5 чорна тура · e5 чорний король · h5 білий пішак · a4 чорний ферзь · h4 біла тура · c3 білий пішак · d3 білий пішак · e3 чорний кінь · g3 білий кінь · h3 чорний слон · f2 білий пішак · c1 білий слон · e1 біла тура · g1 білий король | c8 білий слон · d8 чорний кінь · g8 чорна тура · a7 чорний слон · e7 білий кінь · f7 білий пішак · g6 білий ферзь · b5 чорний пішак · d5 чорна тура · e5 чорний король · h5 білий пішак · a4 чорний ферзь · h4 біла тура · c3 білий пішак · d3 білий пішак · e3 чорний кінь · g3 білий кінь · h3 чорний слон · f2 білий пішак · c1 білий слон · e1 біла тура · g1 білий король | c8 білий слон · d8 чорний кінь · g8 чорна тура · a7 чорний слон · e7 білий кінь · f7 білий пішак · g6 білий ферзь · b5 чорний пішак · d5 чорна тура · e5 чорний король · h5 білий пішак · a4 чорний ферзь · h4 біла тура · c3 білий пішак · d3 білий пішак · e3 чорний кінь · g3 білий кінь · h3 чорний слон · f2 білий пішак · c1 білий слон · e1 біла тура · g1 білий король | c8 білий слон · d8 чорний кінь · g8 чорна тура · a7 чорний слон · e7 білий кінь · f7 білий пішак · g6 білий ферзь · b5 чорний пішак · d5 чорна тура · e5 чорний король · h5 білий пішак · a4 чорний ферзь · h4 біла тура · c3 білий пішак · d3 білий пішак · e3 чорний кінь · g3 білий кінь · h3 чорний слон · f2 білий пішак · c1 білий слон · e1 біла тура · g1 білий король | c8 білий слон · d8 чорний кінь · g8 чорна тура · a7 чорний слон · e7 білий кінь · f7 білий пішак · g6 білий ферзь · b5 чорний пішак · d5 чорна тура · e5 чорний король · h5 білий пішак · a4 чорний ферзь · h4 біла тура · c3 білий пішак · d3 білий пішак · e3 чорний кінь · g3 білий кінь · h3 чорний слон · f2 білий пішак · c1 білий слон · e1 біла тура · g1 білий король | c8 білий слон · d8 чорний кінь · g8 чорна тура · a7 чорний слон · e7 білий кінь · f7 білий пішак · g6 білий ферзь · b5 чорний пішак · d5 чорна тура · e5 чорний король · h5 білий пішак · a4 чорний ферзь · h4 біла тура · c3 білий пішак · d3 білий пішак · e3 чорний кінь · g3 білий кінь · h3 чорний слон · f2 білий пішак · c1 білий слон · e1 біла тура · g1 білий король | c8 білий слон · d8 чорний кінь · g8 чорна тура · a7 чорний слон · e7 білий кінь · f7 білий пішак · g6 білий ферзь · b5 чорний пішак · d5 чорна тура · e5 чорний король · h5 білий пішак · a4 чорний ферзь · h4 біла тура · c3 білий пішак · d3 білий пішак · e3 чорний кінь · g3 білий кінь · h3 чорний слон · f2 білий пішак · c1 білий слон · e1 біла тура · g1 білий король | c8 білий слон · d8 чорний кінь · g8 чорна тура · a7 чорний слон · e7 білий кінь · f7 білий пішак · g6 білий ферзь · b5 чорний пішак · d5 чорна тура · e5 чорний король · h5 білий пішак · a4 чорний ферзь · h4 біла тура · c3 білий пішак · d3 білий пішак · e3 чорний кінь · g3 білий кінь · h3 чорний слон · f2 білий пішак · c1 білий слон · e1 біла тура · g1 білий король | 8 |
| 7 | c8 білий слон · d8 чорний кінь · g8 чорна тура · a7 чорний слон · e7 білий кінь · f7 білий пішак · g6 білий ферзь · b5 чорний пішак · d5 чорна тура · e5 чорний король · h5 білий пішак · a4 чорний ферзь · h4 біла тура · c3 білий пішак · d3 білий пішак · e3 чорний кінь · g3 білий кінь · h3 чорний слон · f2 білий пішак · c1 білий слон · e1 біла тура · g1 білий король | c8 білий слон · d8 чорний кінь · g8 чорна тура · a7 чорний слон · e7 білий кінь · f7 білий пішак · g6 білий ферзь · b5 чорний пішак · d5 чорна тура · e5 чорний король · h5 білий пішак · a4 чорний ферзь · h4 біла тура · c3 білий пішак · d3 білий пішак · e3 чорний кінь · g3 білий кінь · h3 чорний слон · f2 білий пішак · c1 білий слон · e1 біла тура · g1 білий король | c8 білий слон · d8 чорний кінь · g8 чорна тура · a7 чорний слон · e7 білий кінь · f7 білий пішак · g6 білий ферзь · b5 чорний пішак · d5 чорна тура · e5 чорний король · h5 білий пішак · a4 чорний ферзь · h4 біла тура · c3 білий пішак · d3 білий пішак · e3 чорний кінь · g3 білий кінь · h3 чорний слон · f2 білий пішак · c1 білий слон · e1 біла тура · g1 білий король | c8 білий слон · d8 чорний кінь · g8 чорна тура · a7 чорний слон · e7 білий кінь · f7 білий пішак · g6 білий ферзь · b5 чорний пішак · d5 чорна тура · e5 чорний король · h5 білий пішак · a4 чорний ферзь · h4 біла тура · c3 білий пішак · d3 білий пішак · e3 чорний кінь · g3 білий кінь · h3 чорний слон · f2 білий пішак · c1 білий слон · e1 біла тура · g1 білий король | c8 білий слон · d8 чорний кінь · g8 чорна тура · a7 чорний слон · e7 білий кінь · f7 білий пішак · g6 білий ферзь · b5 чорний пішак · d5 чорна тура · e5 чорний король · h5 білий пішак · a4 чорний ферзь · h4 біла тура · c3 білий пішак · d3 білий пішак · e3 чорний кінь · g3 білий кінь · h3 чорний слон · f2 білий пішак · c1 білий слон · e1 біла тура · g1 білий король | c8 білий слон · d8 чорний кінь · g8 чорна тура · a7 чорний слон · e7 білий кінь · f7 білий пішак · g6 білий ферзь · b5 чорний пішак · d5 чорна тура · e5 чорний король · h5 білий пішак · a4 чорний ферзь · h4 біла тура · c3 білий пішак · d3 білий пішак · e3 чорний кінь · g3 білий кінь · h3 чорний слон · f2 білий пішак · c1 білий слон · e1 біла тура · g1 білий король | c8 білий слон · d8 чорний кінь · g8 чорна тура · a7 чорний слон · e7 білий кінь · f7 білий пішак · g6 білий ферзь · b5 чорний пішак · d5 чорна тура · e5 чорний король · h5 білий пішак · a4 чорний ферзь · h4 біла тура · c3 білий пішак · d3 білий пішак · e3 чорний кінь · g3 білий кінь · h3 чорний слон · f2 білий пішак · c1 білий слон · e1 біла тура · g1 білий король | c8 білий слон · d8 чорний кінь · g8 чорна тура · a7 чорний слон · e7 білий кінь · f7 білий пішак · g6 білий ферзь · b5 чорний пішак · d5 чорна тура · e5 чорний король · h5 білий пішак · a4 чорний ферзь · h4 біла тура · c3 білий пішак · d3 білий пішак · e3 чорний кінь · g3 білий кінь · h3 чорний слон · f2 білий пішак · c1 білий слон · e1 біла тура · g1 білий король | 7 |
| 6 | c8 білий слон · d8 чорний кінь · g8 чорна тура · a7 чорний слон · e7 білий кінь · f7 білий пішак · g6 білий ферзь · b5 чорний пішак · d5 чорна тура · e5 чорний король · h5 білий пішак · a4 чорний ферзь · h4 біла тура · c3 білий пішак · d3 білий пішак · e3 чорний кінь · g3 білий кінь · h3 чорний слон · f2 білий пішак · c1 білий слон · e1 біла тура · g1 білий король | c8 білий слон · d8 чорний кінь · g8 чорна тура · a7 чорний слон · e7 білий кінь · f7 білий пішак · g6 білий ферзь · b5 чорний пішак · d5 чорна тура · e5 чорний король · h5 білий пішак · a4 чорний ферзь · h4 біла тура · c3 білий пішак · d3 білий пішак · e3 чорний кінь · g3 білий кінь · h3 чорний слон · f2 білий пішак · c1 білий слон · e1 біла тура · g1 білий король | c8 білий слон · d8 чорний кінь · g8 чорна тура · a7 чорний слон · e7 білий кінь · f7 білий пішак · g6 білий ферзь · b5 чорний пішак · d5 чорна тура · e5 чорний король · h5 білий пішак · a4 чорний ферзь · h4 біла тура · c3 білий пішак · d3 білий пішак · e3 чорний кінь · g3 білий кінь · h3 чорний слон · f2 білий пішак · c1 білий слон · e1 біла тура · g1 білий король | c8 білий слон · d8 чорний кінь · g8 чорна тура · a7 чорний слон · e7 білий кінь · f7 білий пішак · g6 білий ферзь · b5 чорний пішак · d5 чорна тура · e5 чорний король · h5 білий пішак · a4 чорний ферзь · h4 біла тура · c3 білий пішак · d3 білий пішак · e3 чорний кінь · g3 білий кінь · h3 чорний слон · f2 білий пішак · c1 білий слон · e1 біла тура · g1 білий король | c8 білий слон · d8 чорний кінь · g8 чорна тура · a7 чорний слон · e7 білий кінь · f7 білий пішак · g6 білий ферзь · b5 чорний пішак · d5 чорна тура · e5 чорний король · h5 білий пішак · a4 чорний ферзь · h4 біла тура · c3 білий пішак · d3 білий пішак · e3 чорний кінь · g3 білий кінь · h3 чорний слон · f2 білий пішак · c1 білий слон · e1 біла тура · g1 білий король | c8 білий слон · d8 чорний кінь · g8 чорна тура · a7 чорний слон · e7 білий кінь · f7 білий пішак · g6 білий ферзь · b5 чорний пішак · d5 чорна тура · e5 чорний король · h5 білий пішак · a4 чорний ферзь · h4 біла тура · c3 білий пішак · d3 білий пішак · e3 чорний кінь · g3 білий кінь · h3 чорний слон · f2 білий пішак · c1 білий слон · e1 біла тура · g1 білий король | c8 білий слон · d8 чорний кінь · g8 чорна тура · a7 чорний слон · e7 білий кінь · f7 білий пішак · g6 білий ферзь · b5 чорний пішак · d5 чорна тура · e5 чорний король · h5 білий пішак · a4 чорний ферзь · h4 біла тура · c3 білий пішак · d3 білий пішак · e3 чорний кінь · g3 білий кінь · h3 чорний слон · f2 білий пішак · c1 білий слон · e1 біла тура · g1 білий король | c8 білий слон · d8 чорний кінь · g8 чорна тура · a7 чорний слон · e7 білий кінь · f7 білий пішак · g6 білий ферзь · b5 чорний пішак · d5 чорна тура · e5 чорний король · h5 білий пішак · a4 чорний ферзь · h4 біла тура · c3 білий пішак · d3 білий пішак · e3 чорний кінь · g3 білий кінь · h3 чорний слон · f2 білий пішак · c1 білий слон · e1 біла тура · g1 білий король | 6 |
| 5 | c8 білий слон · d8 чорний кінь · g8 чорна тура · a7 чорний слон · e7 білий кінь · f7 білий пішак · g6 білий ферзь · b5 чорний пішак · d5 чорна тура · e5 чорний король · h5 білий пішак · a4 чорний ферзь · h4 біла тура · c3 білий пішак · d3 білий пішак · e3 чорний кінь · g3 білий кінь · h3 чорний слон · f2 білий пішак · c1 білий слон · e1 біла тура · g1 білий король | c8 білий слон · d8 чорний кінь · g8 чорна тура · a7 чорний слон · e7 білий кінь · f7 білий пішак · g6 білий ферзь · b5 чорний пішак · d5 чорна тура · e5 чорний король · h5 білий пішак · a4 чорний ферзь · h4 біла тура · c3 білий пішак · d3 білий пішак · e3 чорний кінь · g3 білий кінь · h3 чорний слон · f2 білий пішак · c1 білий слон · e1 біла тура · g1 білий король | c8 білий слон · d8 чорний кінь · g8 чорна тура · a7 чорний слон · e7 білий кінь · f7 білий пішак · g6 білий ферзь · b5 чорний пішак · d5 чорна тура · e5 чорний король · h5 білий пішак · a4 чорний ферзь · h4 біла тура · c3 білий пішак · d3 білий пішак · e3 чорний кінь · g3 білий кінь · h3 чорний слон · f2 білий пішак · c1 білий слон · e1 біла тура · g1 білий король | c8 білий слон · d8 чорний кінь · g8 чорна тура · a7 чорний слон · e7 білий кінь · f7 білий пішак · g6 білий ферзь · b5 чорний пішак · d5 чорна тура · e5 чорний король · h5 білий пішак · a4 чорний ферзь · h4 біла тура · c3 білий пішак · d3 білий пішак · e3 чорний кінь · g3 білий кінь · h3 чорний слон · f2 білий пішак · c1 білий слон · e1 біла тура · g1 білий король | c8 білий слон · d8 чорний кінь · g8 чорна тура · a7 чорний слон · e7 білий кінь · f7 білий пішак · g6 білий ферзь · b5 чорний пішак · d5 чорна тура · e5 чорний король · h5 білий пішак · a4 чорний ферзь · h4 біла тура · c3 білий пішак · d3 білий пішак · e3 чорний кінь · g3 білий кінь · h3 чорний слон · f2 білий пішак · c1 білий слон · e1 біла тура · g1 білий король | c8 білий слон · d8 чорний кінь · g8 чорна тура · a7 чорний слон · e7 білий кінь · f7 білий пішак · g6 білий ферзь · b5 чорний пішак · d5 чорна тура · e5 чорний король · h5 білий пішак · a4 чорний ферзь · h4 біла тура · c3 білий пішак · d3 білий пішак · e3 чорний кінь · g3 білий кінь · h3 чорний слон · f2 білий пішак · c1 білий слон · e1 біла тура · g1 білий король | c8 білий слон · d8 чорний кінь · g8 чорна тура · a7 чорний слон · e7 білий кінь · f7 білий пішак · g6 білий ферзь · b5 чорний пішак · d5 чорна тура · e5 чорний король · h5 білий пішак · a4 чорний ферзь · h4 біла тура · c3 білий пішак · d3 білий пішак · e3 чорний кінь · g3 білий кінь · h3 чорний слон · f2 білий пішак · c1 білий слон · e1 біла тура · g1 білий король | c8 білий слон · d8 чорний кінь · g8 чорна тура · a7 чорний слон · e7 білий кінь · f7 білий пішак · g6 білий ферзь · b5 чорний пішак · d5 чорна тура · e5 чорний король · h5 білий пішак · a4 чорний ферзь · h4 біла тура · c3 білий пішак · d3 білий пішак · e3 чорний кінь · g3 білий кінь · h3 чорний слон · f2 білий пішак · c1 білий слон · e1 біла тура · g1 білий король | 5 |
| 4 | c8 білий слон · d8 чорний кінь · g8 чорна тура · a7 чорний слон · e7 білий кінь · f7 білий пішак · g6 білий ферзь · b5 чорний пішак · d5 чорна тура · e5 чорний король · h5 білий пішак · a4 чорний ферзь · h4 біла тура · c3 білий пішак · d3 білий пішак · e3 чорний кінь · g3 білий кінь · h3 чорний слон · f2 білий пішак · c1 білий слон · e1 біла тура · g1 білий король | c8 білий слон · d8 чорний кінь · g8 чорна тура · a7 чорний слон · e7 білий кінь · f7 білий пішак · g6 білий ферзь · b5 чорний пішак · d5 чорна тура · e5 чорний король · h5 білий пішак · a4 чорний ферзь · h4 біла тура · c3 білий пішак · d3 білий пішак · e3 чорний кінь · g3 білий кінь · h3 чорний слон · f2 білий пішак · c1 білий слон · e1 біла тура · g1 білий король | c8 білий слон · d8 чорний кінь · g8 чорна тура · a7 чорний слон · e7 білий кінь · f7 білий пішак · g6 білий ферзь · b5 чорний пішак · d5 чорна тура · e5 чорний король · h5 білий пішак · a4 чорний ферзь · h4 біла тура · c3 білий пішак · d3 білий пішак · e3 чорний кінь · g3 білий кінь · h3 чорний слон · f2 білий пішак · c1 білий слон · e1 біла тура · g1 білий король | c8 білий слон · d8 чорний кінь · g8 чорна тура · a7 чорний слон · e7 білий кінь · f7 білий пішак · g6 білий ферзь · b5 чорний пішак · d5 чорна тура · e5 чорний король · h5 білий пішак · a4 чорний ферзь · h4 біла тура · c3 білий пішак · d3 білий пішак · e3 чорний кінь · g3 білий кінь · h3 чорний слон · f2 білий пішак · c1 білий слон · e1 біла тура · g1 білий король | c8 білий слон · d8 чорний кінь · g8 чорна тура · a7 чорний слон · e7 білий кінь · f7 білий пішак · g6 білий ферзь · b5 чорний пішак · d5 чорна тура · e5 чорний король · h5 білий пішак · a4 чорний ферзь · h4 біла тура · c3 білий пішак · d3 білий пішак · e3 чорний кінь · g3 білий кінь · h3 чорний слон · f2 білий пішак · c1 білий слон · e1 біла тура · g1 білий король | c8 білий слон · d8 чорний кінь · g8 чорна тура · a7 чорний слон · e7 білий кінь · f7 білий пішак · g6 білий ферзь · b5 чорний пішак · d5 чорна тура · e5 чорний король · h5 білий пішак · a4 чорний ферзь · h4 біла тура · c3 білий пішак · d3 білий пішак · e3 чорний кінь · g3 білий кінь · h3 чорний слон · f2 білий пішак · c1 білий слон · e1 біла тура · g1 білий король | c8 білий слон · d8 чорний кінь · g8 чорна тура · a7 чорний слон · e7 білий кінь · f7 білий пішак · g6 білий ферзь · b5 чорний пішак · d5 чорна тура · e5 чорний король · h5 білий пішак · a4 чорний ферзь · h4 біла тура · c3 білий пішак · d3 білий пішак · e3 чорний кінь · g3 білий кінь · h3 чорний слон · f2 білий пішак · c1 білий слон · e1 біла тура · g1 білий король | c8 білий слон · d8 чорний кінь · g8 чорна тура · a7 чорний слон · e7 білий кінь · f7 білий пішак · g6 білий ферзь · b5 чорний пішак · d5 чорна тура · e5 чорний король · h5 білий пішак · a4 чорний ферзь · h4 біла тура · c3 білий пішак · d3 білий пішак · e3 чорний кінь · g3 білий кінь · h3 чорний слон · f2 білий пішак · c1 білий слон · e1 біла тура · g1 білий король | 4 |
| 3 | c8 білий слон · d8 чорний кінь · g8 чорна тура · a7 чорний слон · e7 білий кінь · f7 білий пішак · g6 білий ферзь · b5 чорний пішак · d5 чорна тура · e5 чорний король · h5 білий пішак · a4 чорний ферзь · h4 біла тура · c3 білий пішак · d3 білий пішак · e3 чорний кінь · g3 білий кінь · h3 чорний слон · f2 білий пішак · c1 білий слон · e1 біла тура · g1 білий король | c8 білий слон · d8 чорний кінь · g8 чорна тура · a7 чорний слон · e7 білий кінь · f7 білий пішак · g6 білий ферзь · b5 чорний пішак · d5 чорна тура · e5 чорний король · h5 білий пішак · a4 чорний ферзь · h4 біла тура · c3 білий пішак · d3 білий пішак · e3 чорний кінь · g3 білий кінь · h3 чорний слон · f2 білий пішак · c1 білий слон · e1 біла тура · g1 білий король | c8 білий слон · d8 чорний кінь · g8 чорна тура · a7 чорний слон · e7 білий кінь · f7 білий пішак · g6 білий ферзь · b5 чорний пішак · d5 чорна тура · e5 чорний король · h5 білий пішак · a4 чорний ферзь · h4 біла тура · c3 білий пішак · d3 білий пішак · e3 чорний кінь · g3 білий кінь · h3 чорний слон · f2 білий пішак · c1 білий слон · e1 біла тура · g1 білий король | c8 білий слон · d8 чорний кінь · g8 чорна тура · a7 чорний слон · e7 білий кінь · f7 білий пішак · g6 білий ферзь · b5 чорний пішак · d5 чорна тура · e5 чорний король · h5 білий пішак · a4 чорний ферзь · h4 біла тура · c3 білий пішак · d3 білий пішак · e3 чорний кінь · g3 білий кінь · h3 чорний слон · f2 білий пішак · c1 білий слон · e1 біла тура · g1 білий король | c8 білий слон · d8 чорний кінь · g8 чорна тура · a7 чорний слон · e7 білий кінь · f7 білий пішак · g6 білий ферзь · b5 чорний пішак · d5 чорна тура · e5 чорний король · h5 білий пішак · a4 чорний ферзь · h4 біла тура · c3 білий пішак · d3 білий пішак · e3 чорний кінь · g3 білий кінь · h3 чорний слон · f2 білий пішак · c1 білий слон · e1 біла тура · g1 білий король | c8 білий слон · d8 чорний кінь · g8 чорна тура · a7 чорний слон · e7 білий кінь · f7 білий пішак · g6 білий ферзь · b5 чорний пішак · d5 чорна тура · e5 чорний король · h5 білий пішак · a4 чорний ферзь · h4 біла тура · c3 білий пішак · d3 білий пішак · e3 чорний кінь · g3 білий кінь · h3 чорний слон · f2 білий пішак · c1 білий слон · e1 біла тура · g1 білий король | c8 білий слон · d8 чорний кінь · g8 чорна тура · a7 чорний слон · e7 білий кінь · f7 білий пішак · g6 білий ферзь · b5 чорний пішак · d5 чорна тура · e5 чорний король · h5 білий пішак · a4 чорний ферзь · h4 біла тура · c3 білий пішак · d3 білий пішак · e3 чорний кінь · g3 білий кінь · h3 чорний слон · f2 білий пішак · c1 білий слон · e1 біла тура · g1 білий король | c8 білий слон · d8 чорний кінь · g8 чорна тура · a7 чорний слон · e7 білий кінь · f7 білий пішак · g6 білий ферзь · b5 чорний пішак · d5 чорна тура · e5 чорний король · h5 білий пішак · a4 чорний ферзь · h4 біла тура · c3 білий пішак · d3 білий пішак · e3 чорний кінь · g3 білий кінь · h3 чорний слон · f2 білий пішак · c1 білий слон · e1 біла тура · g1 білий король | 3 |
| 2 | c8 білий слон · d8 чорний кінь · g8 чорна тура · a7 чорний слон · e7 білий кінь · f7 білий пішак · g6 білий ферзь · b5 чорний пішак · d5 чорна тура · e5 чорний король · h5 білий пішак · a4 чорний ферзь · h4 біла тура · c3 білий пішак · d3 білий пішак · e3 чорний кінь · g3 білий кінь · h3 чорний слон · f2 білий пішак · c1 білий слон · e1 біла тура · g1 білий король | c8 білий слон · d8 чорний кінь · g8 чорна тура · a7 чорний слон · e7 білий кінь · f7 білий пішак · g6 білий ферзь · b5 чорний пішак · d5 чорна тура · e5 чорний король · h5 білий пішак · a4 чорний ферзь · h4 біла тура · c3 білий пішак · d3 білий пішак · e3 чорний кінь · g3 білий кінь · h3 чорний слон · f2 білий пішак · c1 білий слон · e1 біла тура · g1 білий король | c8 білий слон · d8 чорний кінь · g8 чорна тура · a7 чорний слон · e7 білий кінь · f7 білий пішак · g6 білий ферзь · b5 чорний пішак · d5 чорна тура · e5 чорний король · h5 білий пішак · a4 чорний ферзь · h4 біла тура · c3 білий пішак · d3 білий пішак · e3 чорний кінь · g3 білий кінь · h3 чорний слон · f2 білий пішак · c1 білий слон · e1 біла тура · g1 білий король | c8 білий слон · d8 чорний кінь · g8 чорна тура · a7 чорний слон · e7 білий кінь · f7 білий пішак · g6 білий ферзь · b5 чорний пішак · d5 чорна тура · e5 чорний король · h5 білий пішак · a4 чорний ферзь · h4 біла тура · c3 білий пішак · d3 білий пішак · e3 чорний кінь · g3 білий кінь · h3 чорний слон · f2 білий пішак · c1 білий слон · e1 біла тура · g1 білий король | c8 білий слон · d8 чорний кінь · g8 чорна тура · a7 чорний слон · e7 білий кінь · f7 білий пішак · g6 білий ферзь · b5 чорний пішак · d5 чорна тура · e5 чорний король · h5 білий пішак · a4 чорний ферзь · h4 біла тура · c3 білий пішак · d3 білий пішак · e3 чорний кінь · g3 білий кінь · h3 чорний слон · f2 білий пішак · c1 білий слон · e1 біла тура · g1 білий король | c8 білий слон · d8 чорний кінь · g8 чорна тура · a7 чорний слон · e7 білий кінь · f7 білий пішак · g6 білий ферзь · b5 чорний пішак · d5 чорна тура · e5 чорний король · h5 білий пішак · a4 чорний ферзь · h4 біла тура · c3 білий пішак · d3 білий пішак · e3 чорний кінь · g3 білий кінь · h3 чорний слон · f2 білий пішак · c1 білий слон · e1 біла тура · g1 білий король | c8 білий слон · d8 чорний кінь · g8 чорна тура · a7 чорний слон · e7 білий кінь · f7 білий пішак · g6 білий ферзь · b5 чорний пішак · d5 чорна тура · e5 чорний король · h5 білий пішак · a4 чорний ферзь · h4 біла тура · c3 білий пішак · d3 білий пішак · e3 чорний кінь · g3 білий кінь · h3 чорний слон · f2 білий пішак · c1 білий слон · e1 біла тура · g1 білий король | c8 білий слон · d8 чорний кінь · g8 чорна тура · a7 чорний слон · e7 білий кінь · f7 білий пішак · g6 білий ферзь · b5 чорний пішак · d5 чорна тура · e5 чорний король · h5 білий пішак · a4 чорний ферзь · h4 біла тура · c3 білий пішак · d3 білий пішак · e3 чорний кінь · g3 білий кінь · h3 чорний слон · f2 білий пішак · c1 білий слон · e1 біла тура · g1 білий король | 2 |
| 1 | c8 білий слон · d8 чорний кінь · g8 чорна тура · a7 чорний слон · e7 білий кінь · f7 білий пішак · g6 білий ферзь · b5 чорний пішак · d5 чорна тура · e5 чорний король · h5 білий пішак · a4 чорний ферзь · h4 біла тура · c3 білий пішак · d3 білий пішак · e3 чорний кінь · g3 білий кінь · h3 чорний слон · f2 білий пішак · c1 білий слон · e1 біла тура · g1 білий король | c8 білий слон · d8 чорний кінь · g8 чорна тура · a7 чорний слон · e7 білий кінь · f7 білий пішак · g6 білий ферзь · b5 чорний пішак · d5 чорна тура · e5 чорний король · h5 білий пішак · a4 чорний ферзь · h4 біла тура · c3 білий пішак · d3 білий пішак · e3 чорний кінь · g3 білий кінь · h3 чорний слон · f2 білий пішак · c1 білий слон · e1 біла тура · g1 білий король | c8 білий слон · d8 чорний кінь · g8 чорна тура · a7 чорний слон · e7 білий кінь · f7 білий пішак · g6 білий ферзь · b5 чорний пішак · d5 чорна тура · e5 чорний король · h5 білий пішак · a4 чорний ферзь · h4 біла тура · c3 білий пішак · d3 білий пішак · e3 чорний кінь · g3 білий кінь · h3 чорний слон · f2 білий пішак · c1 білий слон · e1 біла тура · g1 білий король | c8 білий слон · d8 чорний кінь · g8 чорна тура · a7 чорний слон · e7 білий кінь · f7 білий пішак · g6 білий ферзь · b5 чорний пішак · d5 чорна тура · e5 чорний король · h5 білий пішак · a4 чорний ферзь · h4 біла тура · c3 білий пішак · d3 білий пішак · e3 чорний кінь · g3 білий кінь · h3 чорний слон · f2 білий пішак · c1 білий слон · e1 біла тура · g1 білий король | c8 білий слон · d8 чорний кінь · g8 чорна тура · a7 чорний слон · e7 білий кінь · f7 білий пішак · g6 білий ферзь · b5 чорний пішак · d5 чорна тура · e5 чорний король · h5 білий пішак · a4 чорний ферзь · h4 біла тура · c3 білий пішак · d3 білий пішак · e3 чорний кінь · g3 білий кінь · h3 чорний слон · f2 білий пішак · c1 білий слон · e1 біла тура · g1 білий король | c8 білий слон · d8 чорний кінь · g8 чорна тура · a7 чорний слон · e7 білий кінь · f7 білий пішак · g6 білий ферзь · b5 чорний пішак · d5 чорна тура · e5 чорний король · h5 білий пішак · a4 чорний ферзь · h4 біла тура · c3 білий пішак · d3 білий пішак · e3 чорний кінь · g3 білий кінь · h3 чорний слон · f2 білий пішак · c1 білий слон · e1 біла тура · g1 білий король | c8 білий слон · d8 чорний кінь · g8 чорна тура · a7 чорний слон · e7 білий кінь · f7 білий пішак · g6 білий ферзь · b5 чорний пішак · d5 чорна тура · e5 чорний король · h5 білий пішак · a4 чорний ферзь · h4 біла тура · c3 білий пішак · d3 білий пішак · e3 чорний кінь · g3 білий кінь · h3 чорний слон · f2 білий пішак · c1 білий слон · e1 біла тура · g1 білий король | c8 білий слон · d8 чорний кінь · g8 чорна тура · a7 чорний слон · e7 білий кінь · f7 білий пішак · g6 білий ферзь · b5 чорний пішак · d5 чорна тура · e5 чорний король · h5 білий пішак · a4 чорний ферзь · h4 біла тура · c3 білий пішак · d3 білий пішак · e3 чорний кінь · g3 білий кінь · h3 чорний слон · f2 білий пішак · c1 білий слон · e1 біла тура · g1 білий король | 1 |
|   | a | b | c | d | e | f | g | h |   |

FEN: 2Bn2r1/b3NP2/6Q1/1p1rk2P/q6R/2PPn1Nb/5P2/2B1R1K1

1. Se4! ~ 2. f4#
1. ... Sg2 2. Qf6#
1. ... Sg4 2. Qf5#
- — - — - — -
1. ... Rxg6 2. Sxg6#
1. ... Qxe4 2. Rxe4#
1. ... Sf5   2. Bf4#
1. ... Se6  2. Sc6#

Для створення загрози білий кінь перекриває чорного ферзя, але зв'язує свого ферзя і розв'язує опосередковано чорного коня. Захищаючись від загрози, розв'язаний чорний кінь розв'язує білого ферзя, який в наступних ходах оголошує мати.